# THE SHOWCASE
『THE SHOWCASE』（ザ・ショーケース）は、Leadの7枚目のオリジナルアルバム。初回限定盤A（2CD）、初回限定盤B（CD+DVD）、初回限定盤C（CD+豪華ブックレット）、通常盤（CD Only）の4形態で2016年6月8日に発売された。

## 解説
前作『NOW OR NEVER』より約4年ぶりのリリースとなるオリジナルアルバム。
Lead結成以来のオリジナルメンバーであった中土居宏宜が2013年3月31日をもって脱退した後、3人体制で踏み出したLead第2章初リリースのアルバムとなった。
シングル「Still」「Upturn」「GREEN DAYS」「サクラ」「想い出ブレイカー」「My One」「約束」の7曲に加え、アルバムリード曲である「Zoom up」を含めた全15曲を収録。（4人体制でのラストシングル兼20thシングル「Still」は3人Ver.で新録された。）
ミュージック・ビデオ も制作されたアルバムリード曲「Zoom up」の作詞で、w-inds.への70作品以上の詞提供をはじめ、これまで同ライジングプロダクション所属の多くのアーティストに数々の作品を提供してきたshungo.を初起用。（shungo.はアルバム収録曲「志〜KO.KO.RO.ZA.SHI.〜」の作詞も担当。）
アルバムリード曲「Zoom up」には計5つのタイアップが付いた。
収録曲15曲の他に、2016年6月6日0時よりiTunesで独占先行配信が開始された同アルバム全曲をダウンロードすると、2015年のライブツアー「Upturn2015〜MASTER PLAN〜」にて披露された「I don't give a damn」（CD未収録。同ツアーのDVD、Blu-rayに演目楽曲として収録。作詞：Lead / 作曲、編曲：鍵本輝）が限定ボーナストラックとして配信された。
アルバムのコンセプトは、「まるで色とりどりのアイテムが揃ったショーケースのように、多彩なジャンルで”魅せて、聴かせて、楽しませる” Leadらしさをとことん追求。」
「思わず身体が動いてしまう彼らが創り上げるLive Showが目の前に広がるこの最新アルバムは、Lead史上最高に熱く激しく男を感じさせる攻めのダンスナンバーであるリード曲『Zoom up』をはじめ、『Still』から最新シングル『約束』までのヒットシングル7曲に、メンバーそれぞれが手掛けた『Loud! Loud! Loud!』『Stand by me』『Amazing』を含む新曲8曲を加えた全15曲収録の大ボリューム。イマのLeadをギュッと詰め込んだ名刺代わりの1枚が遂に完成！」と謳った。
上記コンセプトを基に、彼らの一番の強みであるライブパフォーマンスで今のLeadを表現するために必要な楽曲が集められ、選ばれ、制作が進行。収録曲全曲が出そろった段階で、メンバーによりセットリストを決める様に今アルバムの曲順が決められた。
本作のオリコン週間ランキングでの2位取得により、1stアルバム「LIFE ON DA BEAT」（2003年4月発売）の初登場5位、そして、19thシングル「Wanna Be With You」（2012年3月発売）の初登場3位を上回る、過去14年で発売してきたシングル・アルバム全作品含めたLead史上最高位の記録を更新した。（※2016年6月14日現在）

## CD・DVD収録曲
| CD（全盤共通）               |                                               | |                  |
| 1                            | Loud! Loud! Loud!                             | 作詞:古屋敬多/Rap詞:谷内伸也/作曲/編曲:Drew Ryan Scott, Sean Alexander, Darren "Baby Dee Beats" Smith |                  |
| 2                            | Let's Get On It                               | 作詞:7chi子♪, John Acosta/Rap詞:谷内伸也/作曲/編曲:John Acosta                                        |                  |
| 3                            | Zoom up                                       | 作詞:shungo./作曲:SigN, Xelik, 小高光太郎, Cage/編曲:Xelik, SigN                                      | アルバムリード曲 |
| 4                            | Stand by me                                   | 作詞:谷内伸也/作曲/編曲:Airship                                                                       |                  |
| 5                            | Still                                         | 作詞:Lead/作曲:Vincent Degiorgio, Anderz Wrethov, Denniz Jamm/編曲:本山清治                           | 20thシングル     |
| 6                            | My One                                        | 作詞/作曲:SHIBU/編曲:山下洋介                                                                         | 25thシングル     |
| 7                            | Amazing                                       | 作詞/作曲:鍵本輝/Rap詞:谷内伸也/編曲:山下洋介                                                         |                  |
| 8                            | サクラ                                        | 作詞:AnDisM/作曲/編曲:YUKIYOSHI                                                                       | 23rdシングル     |
| 9                            | 約束                                          | 作詞/作曲:AnDisM(Diosta inc.)/Rap詞:谷内伸也/編曲:nishi-ken(Diosta inc.)                              | 26thシングル     |
| 10                           | Game                                          | 作詞:MEG.ME/作曲:Andreas Oberg, Erik Lidbom, Jimmy Burney/編曲:Erik Lidbom for Hitfire Production     |                  |
| 11                           | 志〜KO.KO.RO.ZA.SHI.〜                        | 作詞:shungo./作曲:RUSH EYE, RainMan/編曲:RUSH EYE                                                     |                  |
| 12                           | 想い出ブレイカー                              | 作詞/作曲:シライシ紗トリ/編曲:原田ナオ                                                                | 24thシングル     |
| 13                           | GREEN DAYS                                    | 作詞/作曲:AnDisM/編曲:MEG.ME                                                                          | 22ndシングル     |
| 14                           | Stand Up Action                               | 作詞:ミズノゲンキ/作曲/編曲:RON                                                                       |                  |
| 15                           | Upturn                                        | 作詞:谷内伸也, 古屋敬多/作曲:Vincent Degiorgio, Johan Rohr/編曲:本山清治                              | 21stシングル     |
| CD DISC.2（初回限定盤A特典） |                                               | |                  |
| 1                            | モクダンSP Lead THE SHOWCASE RADIO            | ディレクター:マツザキユウ/Thanks to Fm yokohama 84.7「木曜日の男子会」                                |                  |
| 2                            | Night Deluxe Remix                            | 作詞:藤林聖子/作曲:今井大介/編曲:KAZ                                                                  |                  |
| 3                            | バージンブルー Remix                          | 作詞:さがらよしあき/作曲:鈴木キサブロー/編曲:KAZ                                                      |                  |
| DVD（初回限定盤B特典）       |                                               | |                  |
| 1                            | 約束 Music Video                              | ディレクター:北平誠治/振付:Show-hey                                                                   |                  |
| 2                            | Zoom up Music Video                           | ディレクター:北平誠治/振付:Show-hey                                                                   |                  |
| 3                            | Zoom up Music Video Dance Ver.                | ディレクター:北平誠治/振付:Show-hey                                                                   |                  |
| 4                            | モクダンSP Lead THE SHOWCASE RADIO メイキング | ディレクター:木枝穂                                                                                   |                  |
| 5                            | THE SHOWCASE ジャケットメイキング             | ディレクター:木枝穂                                                                                   |                  |
| 6                            | Zoom up Music Videoメイキング                 | ディレクター:木枝穂                                                                                   |                  |

## タイアップ
| M-3  | Zoom up          | テレビ神奈川「saku saku」2016年6月度テーマソング テレビ西日本「ももち浜DXストア」2016年6月度エンディングテーマ 仙台放送「あらあらかしこ」2016年6月度エンディングテーマ テレビ岩手「21SEIKI NaviStu!」2016年6月度エンディングテーマ 日本テレビ系「徳井と後藤と芳しの指原が今夜くらべてみました」2016年7月度エンディングテーマ |
| M-5  | Still            | |
| M-6  | My One           | 日本テレビ系「徳井と後藤と麗しのSHELLYが今夜くらべてみました」2015年2月〜3月度エンディングテーマ |
| M-8  | サクラ           | フジテレビ系「ウチくる!?」2014年2月〜3月度エンディングテーマ |
| M-9  | 約束             | TBS系「スーパーサッカー」2015年10〜11月度エンディングテーマ |
| M-12 | 想い出ブレイカー | 日本テレビ系「徳井と後藤と麗しのSHELLYが今夜くらべてみました」2014年9月〜10月度エンディングテーマ |
| M-13 | GREEN DAYS       | TBSドラマ「ぶっせん」オープニングテーマ |
| M-15 | Upturn           | |

## 発売形態
| 形態                               | 発売日       | 品番       | 備考                                       |
| ---------------------------------- | ------------ | ---------- | ------------------------------------------ |
| 初回限定盤A（2CD）                 | 2016年6月8日 | PCCA-04400 | 初回プレスのみ、共通イベント参加券<青>封入 |
| 初回限定盤B（CD+DVD）              | 2016年6月8日 | PCCA-04401 | 初回プレスのみ、共通イベント参加券<黄>封入 |
| 初回限定盤C（CD+豪華ブックレット） | 2016年6月8日 | PCCA-04402 | 初回プレスのみ、共通イベント参加券<緑>封入 |
| 通常盤（CD Only）                  | 2016年6月8日 | PCCA-04403 | 初回プレスのみ、共通イベント参加券<赤>封入 |

※ジャケットは4形態それぞれで異なっている。

## 関連イベント
7thアルバム「THE SHOWCASE」リリースイベント
- Pre☆Party!
  - 2016年4月24日：ザ・モール仙台長町 本館2Ｆいこいの広場 ※ミニライブ（観覧無料）、握手会・撮影会
  - 2016年4月30日：小田原ダイナシティ ウエスト1F キャニオンステージ ※握手会・撮影会
  - 2016年5月3日：アスナル金山 明日なる！広場 ※ミニライブ（観覧無料）、握手会・撮影会
  - 2016年5月4日：JR博多シティ3Fスタジオテラス ※握手会・撮影会
  - 2016年5月5日：広島駅南口地下広場 ※ミニライブ（観覧無料）、握手会・撮影会
  - 2016年5月15日：ダイバーシティ東京プラザ2Ｆ フェスティバル広場 ※ミニライブ（観覧無料）、握手会・撮影会（1部のみ）・個別握手会（2部のみ）
  - 2016年5月21日：もりのみやキューズモールBASE 1F BASEパーク ※ミニライブ（観覧無料）、握手会・撮影会（1部のみ）・個別握手会（2部のみ）
- Release☆Party!
  - 2016年6月7日：東京ドームシティ ラクーアガーデンステージ ※ミニライブ（観覧無料）、握手会
  - 2016年6月8日：あべのキューズモール3Ｆ スカイコート ※ミニライブ（観覧無料）、握手会・撮影会
  - 2016年6月9日：アスナル金山 明日なる！広場 ※ミニライブ（観覧無料）、握手会
  - 2016年6月10日：キャナルシティ博多 B1サンプラザステージ ※ミニライブ（観覧無料）、握手会
  - 2016年6月11日：ららぽーとTOKYO-BAY北館１F中央広場 ※ミニライブ（観覧無料）、握手会・撮影会 （1部のみ）・個別握手会（2部のみ）
  - 2016年6月12日：コクーンシティ コクーン2 コクーンひろば ※ミニライブ（観覧無料）、握手会・撮影会 （1部のみ）・個別握手会（2部のみ）
  - 2016年6月18日：サッポロファクトリーアトリウム 特設ステージ ※ミニライブ（観覧無料）、握手会、撮影会
  - 2016年6月19日：東武百貨店 池袋店 8F 屋上「スカイデッキ広場」 ※ミニライブ（観覧無料）、握手会・撮影会 （1部のみ）・個別握手会（2部のみ）[7][8]
  - 2016年7月10日：ニューピアホール ※握手会・撮影会（1部のみ）・個別握手会（2部のみ）

## ツアー
Lead Upturn 2016〜THE SHOWCASE〜
- 2016年8月9日：福岡 ももちパレス 大ホール
- 2016年8月14日：仙台 日立システムズホール仙台 シアターホール
- 2016年8月21日：大阪 大阪国際交流センター 大ホール
- 2016年8月27日：名古屋 青少年文化センター
- 2016年9月10日：東京 中野サンプラザホール

※各公演昼夜2回公演

## Live DVD＆Blu-ray
「Lead Upturn 2016〜THE SHOWCASE〜」
2016年12月21日リリース
- ◎DVD(PCBP-53157) [特典映像] MC集
- ◎Blu-ray(PCXP-50450) [特典映像] Behind the Scenes